# Farmville (Wirginia)
Farmville – miasto w Stanach Zjednoczonych, w stanie Wirginia, w hrabstwie Prince Edward.